# 저선
《저선》(底线)은 2022년 방송되었던 중국의 드라마이다.

## 등장 인물
- 진둥 - 팡위안 역
- 청이 - 저우이안 역
- 차이원징 - 예신 역
- 왕슈주 - 쑹위페이 역
- 증몽설 (曾梦雪) - 종위안위안 역
- 왕경송 (王劲松) - 천캉 역
- 왕사사 (王莎莎) - 쑤쑤 역
- 왕이난 - 왕시우팡 역
- 류민타오 - 지엔지아 역
- 왕방 (王放) - 샹팡밍 역
- 오양 (吴恙) - 리팡닝 역
- 호호박 (胡浩博) - 웨이젠화 역